# Joan Roig i Güell
Joan Roig i Güell   (segle XX - Tarragona, agost 1999) fou un químic i pedagog tarragoní. Doctor en química en els anys 1930, 1940 i 1950. Va ser el fundador de l'antiga Acadèmia Roig de Tarragona, actualment Col·legi Joan Roig, que s'ubica al centre de Tarragona, concretament al carrer Cristòfor Colom, 9.
Fou contemporani de l'impressor i bibliòfil Josep Virgili i Sanromà, l'avi Virgili, que portà els seus fills a estudiar a l'Acadèmia Roig.